# Anomis schistosema
Anomis schistosema là một loài bướm đêm trong họ Erebidae.